# Tanystylum malpelensis
Tanystylum malpelensis là một loài nhện biển trong họ Ammotheidae. Loài này thuộc chi Tanystylum. Tanystylum malpelensis được miêu tả khoa học năm 1979 bởi Child.